# Alfred L. Kroeber
Alfred Louis Kroeber (født 11. juni 1876 i Hoboken, New Jersey, død 5 oktober 1960 i Paris) var en af de mest indflydelserige personligheder inden for amerikansk antropologi i første halvdel af 1900-tallet.
Kroeber tog doktorgraden med Franz Boas som vejleder ved Columbia University i 1901. Hans afhandling var baseret på feltarbejde hos arapahoindianerne. Han tilbragte størstedelen af sin aktive karriere i Californien, især ved University of California, Berkeley hvor han dels arbejdede som professor i antropologi og som leder af hvad der da kaldtes The University of California Museum of Anthropology (nu kaldt The Phoebe A. Hearst Museum of Anthropology). Hovedbygningen for afdelingen for antropologi ved University of California kaldes i dag Kroeber Hall.
Selv om Kroeber er mest kendt som kulturantropolog gjorde han betydningsfuldt arbejde indenfor arkæologi, oghan bidrog til at forme videnskaben antropologi ved de forbindelser han så mellem arkæologi og kultur. Han gennemførte udgravninger i New Mexico, Mexiko og Peru.
Kroeber og hans studenter indsamlede store mængder kulturelle data om de vestlige indianerstammer i USA; meget af arbejdet sammanstilledes og offentliggjordes i form af Handbook of Indians of California 1925. Denne type af arbejde, hvor man indsamler data som findes bevaret om visse folkeslag bliver undertiden kaldt "Salvage ethnography" - omtrent red hvad reddes kan -etnografi.
Kroeber tilskrives udtrykket kulturområde (Cultural and Natural Areas of Native North America, 1939) og udtrykket kulturel diffusion, som første gang blev formuleret i dennes indflydelsesrige afhandling Stimulus Diffusion, og som drejer sig om spredning af for eksempel ideer, stilarter, religioner, teknologier, sprog og lignende mellem individer, enten indenfor en enkelt kultur eller fra en kultur til en anden.
Lærebogen Anthropology (1923, 1948) var længe et standardværk ved studier i antropologi.
Kroeber er fader til akademikeren Karl Kroeber og fantasyforfatteren Ursula K. Le Guin. Han adopterede også sin anden hustru Theodoras to børn fra hendes første ægtenskab: Ted og historikeren Clifton Kroeber.